# Lipnița
Lipnița község Constanța megyében, Dobrudzsában, Romániában. A hozzá tartozó települések: Canlia, Carvăn, Coslugea, Cuiugiuc, Goruni és Izvoarele.

## Fekvése
A település az ország délkeleti részén található, Konstancától százhárom kilométerre délnyugatra, a legközelebbi várostól, Băneasatól tíz kilométerre, északnyugatra.

## Története
Régi török neve Lipniçe.

## Lakossága
A nemzetiségi megoszlás a következő:
| 2002      | 2002 | 2002   |
| --------- | ---- | ------ |
| Románok   | 3491 | 92,03% |
| Törökök   | 281  | 7,40%  |
| Romák     | 17   | 0,44%  |
| Tatárok   | 1    | 0,02%  |
| Lipovánok | 1    | 0,02%  |
| Magyarok  | 1    | 0,02%  |
| Bolgárok  | 1    | 0,01%  |
| Összesen  | 3793 | 100,0% |